# Natamicină
Natamicina este un antifungic folosit în tratamentul infecțiilor fungice, inclusiv cele oculare.